# یان-اکه یونسون
یان-اکه یونسون (به سوئدی: Jan Åke Jonsson) (زاده ۱۸ سپتامبر ۱۹۵۱) کارآفرین، بازرگان و مدیر ارشد اجرایی سوئدی است، که در حال حاضر به‌عنوان مدیر عامل اجرایی شرکت ساب فعالیت می‌کند.

### تحصیلات
جانسون که در Valdemarsvik سوئد به دنیا آمد، مدرک لیسانس خود را در رشته مدیریت بازرگانی از دانشگاه اوپسالا دریافت کرد و اولین بار در سال 1973 به بخش خودرو ساب-اسکانیا در Nykoping پیوست.